# Loberus
Loberus é um género de coleópteros da família Erotylidae.